# 여관 (관직)

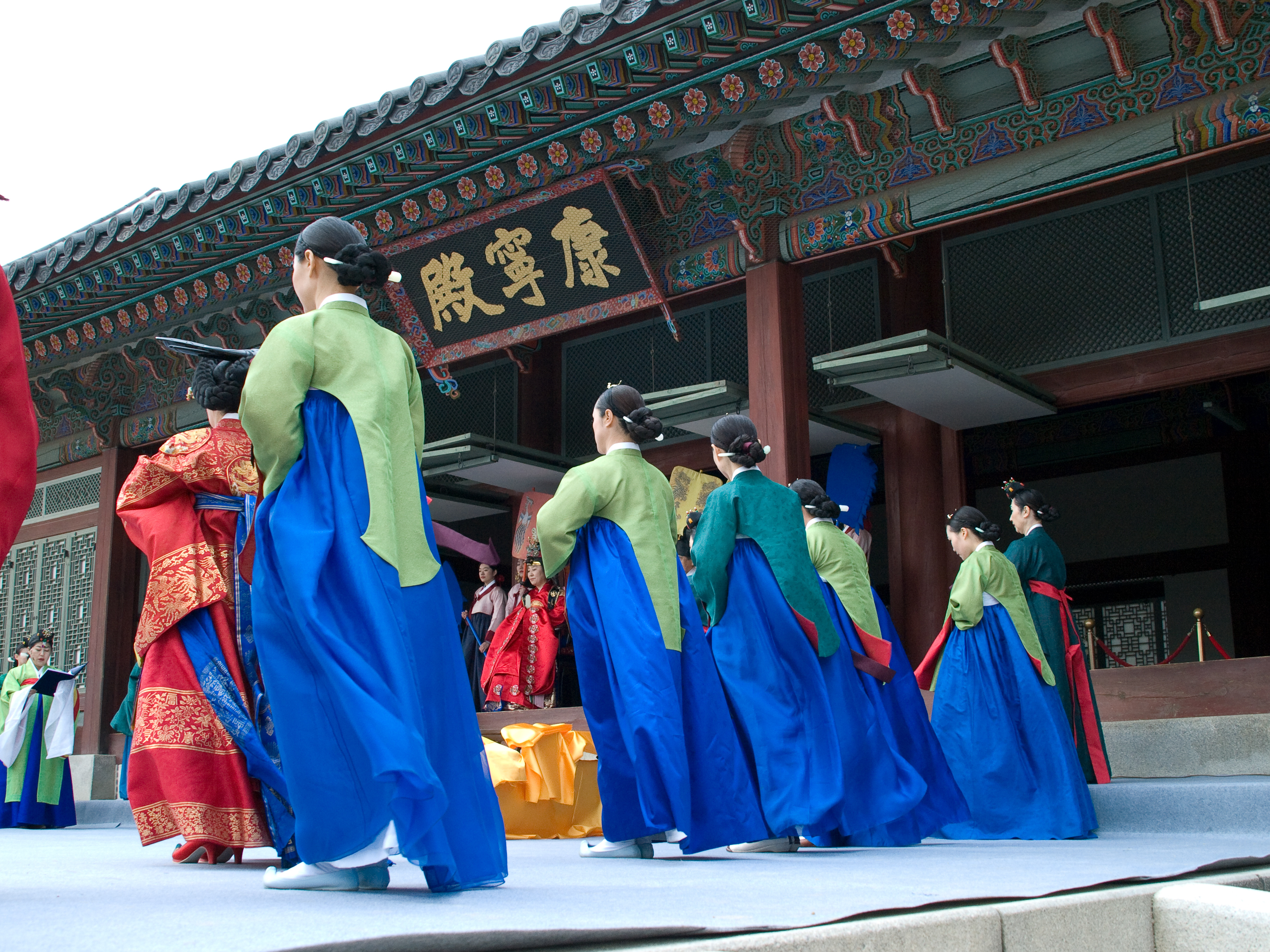
조선의 궁녀 (2007년 친잠례 재현 사진)

여관 (女官)은 벼슬을 갖고, 궁궐에서 일하는 여성을 말한다. 관녀(官女)・궁녀(宮女)라고도 한다.

## 개요
각국 왕조에서 궁궐에서 군주나 왕비의 신변을 돌보는 여성에게 어떤 관직을 부여한 것이 시초로 여겨진다. 남자나 환관 등도 같은 임무를 수행하는 경우가 있었으나, 남자가 들어갈 수 없는 후궁이나 후비의 사생활 관리에 필연적으로 여성 관인이 필요하게 되었다.

## 일본의 여관

### 헤이안 시대와에도 시대의 여관
"여관"이란 다이다이리에서 태정관 이하의 관사에 근무하는 남성관인에 반하여 "다이리에서 후궁12사에 직장을 둔 여성관인"을 말한다. 10세기 이후 발생한 후궁12사 제도 해체 이후에는 내시사를 중심으로 한 다이리를 섬기는 여성 관인을 지칭하는 것으로 알려졌다. 헤이안 시대와 에도 시대 천황의 후궁에 대해서는 비교적 풍부하게 사료가 전해지고 있어, 종래 고찰이 이루어지고 있으나, 중세에 이르러 경제적 곤궁으로 천황의 고쇼 (궁궐) 규모가 극한까지 축소되어, 후궁의 내정에 대해서는 별로 알려지지 않았다.

#### "여관"이라는 호칭에 대해서
8세기 율령법 (후궁직원령)에서 사용되던 용어는 "궁인(宮人 (くにん／きゅうにん))으로, 이는 성별 구별 없이 사용되었다. 여성 관인이 "여관"으로 쓰엑 된 것은 고닌 연간에 편찬된 고닌격식, 다이리식에 "여관"의 말이 등장하는 것으로 보아, 800년 전후로 여겨진다.

#### "여관"의 읽는 방법에 대해서
유직고실에서 삼등관 (나이시노카미/나이시노스케/나이시노죠)으로 대표되는 고위 여관을 "뇨칸(にょかん)", 잡무를 맡은 여관을 "뇨우칸(にょうかん)"이라고 불렸다고 통상적으로는 생각되고 있다. 또한 메이지 2년 (1869년) 이후는 "죠칸(じょかん)"이 정식 읽는 법이 되었다.

#### 여관제도의 변천과 "뇨보", "죠츄"와의 관계
헤이안 시대에는 장인소의 설치에 따라 여관이 담당해 온 마큼 직무도 남성 관인이 수행하게 되었고, 또한 천황이 직접 참여하지 않는 정무나 의례의 장이 증가함에 따라 천황에 따라 정무나 의례에 참여하던 여관의 역할도 감소함에 따라, 후궁12사는 기능이 축소되어 최종적으로는 내시소로 통합되게 되었다. 그러나, 천황의 식사나 사적 제사에 대한 봉사는 여관이 근무하는 것이라는 생각이 이후에도 남아있어, 여관 제도가 계속된 배경으로 보인다.
또, 후비나 천황을 섬긴 "뇨보"가 여성 관인이었는지는 결론이 나지 않았다. 여러 뇨보가 모두 여관제목으로 여성관인으로서 서위임관을 받았음을 보여주는 기록은 없으며, 후비가 사적으로 주종관계를 맺은 여인이었다고 생각하는 것이 일반적이다. 천황에 대해서도 난보쿠초 시대 이후에는 천황의 생모를 예외로 서위임관을 받지 않고, 후비를 세우는 일도 없어져 많은 뇨보가 천황의 측실을 겸하고 있던 상태였다.
에도 시대에는 여관을 뇨보와 죠츄로 나누었고, 죠츄 중에서도 나이시노카미/나이시노스케/나이시노죠를 오츠보네(御局), 묘부/뇨쿠로우도(女蔵人)/오사시(御差)를 오시모(御下)라고 불렀으며, 전자는 천황과 직접 대화가 가능했고, 후자는 눈으로 보는 것만 가능했으며, 그보다 하위에 있는 죠츄에 속하는 오스에(御末)/뇨쥬(女孺)/고후쿠쇼(御服所)는 천황과 만날 수도 없었다고 한다. 또한 같은 시기 센토 고쇼와 뇨인 고쇼에서는 죠로(上臈)/츄로(中臈)/게로(下臈)의 구별이 이루어졌는데, 죠로는 나이시노카미/나이시노스케 상당, 츄로는 나이시노죠 상당, 게로는 오시모 상당으로 간주되었다고 한다. 또한 사쿠라마치 천황 시대에 여관 제도의 개혁이 이루어져, 간포 3년 (1743년)에는 여관에 대한 서위가 부활되어, 나이시노스케는 원칙 서위의 대상으로 여겨졌으며, 나이시노죠도 일정한 요건을 갖추면 서위의 대상이 되었다. 이전까지도 천황의 생모와 오랜 공로 등으로 개인에 대한 서위가 이루어졌는데, 여성 서위의 기준이 정해진 점이 중요한 것이다.
한편, 에도 시대에는 여관 전체를 가리켜 "죠츄(女中)", "뇨보"로 부르는 요례도 있어, 실제 사용에 관해서는 호환성이 있었다고 생각되며, 또, 무가 (쇼군가나 다이묘가)의 오쿠를 섬기는 여성에 대해서는 "죠츄"라는 호칭이 일반적이기 때문에 일본 근세사의 학술용어로서 공가와 무가를 불문하고 오쿠(奥)를 섬기는 여성이라는 공통의 위상을 전제로 하여, 조정을 섬기는 여성에 대해서도 "여관"대신 "죠츄"를 사용하는 경우가 있다 (이 경우의 "죠츄"에는 여관 제도의 틀에 포함되지 않는 궁궐이나 원을 섬기는 여성들도 포함돼 있다).

### 메이지 시대말기의 천황ㆍ황후 측 여관

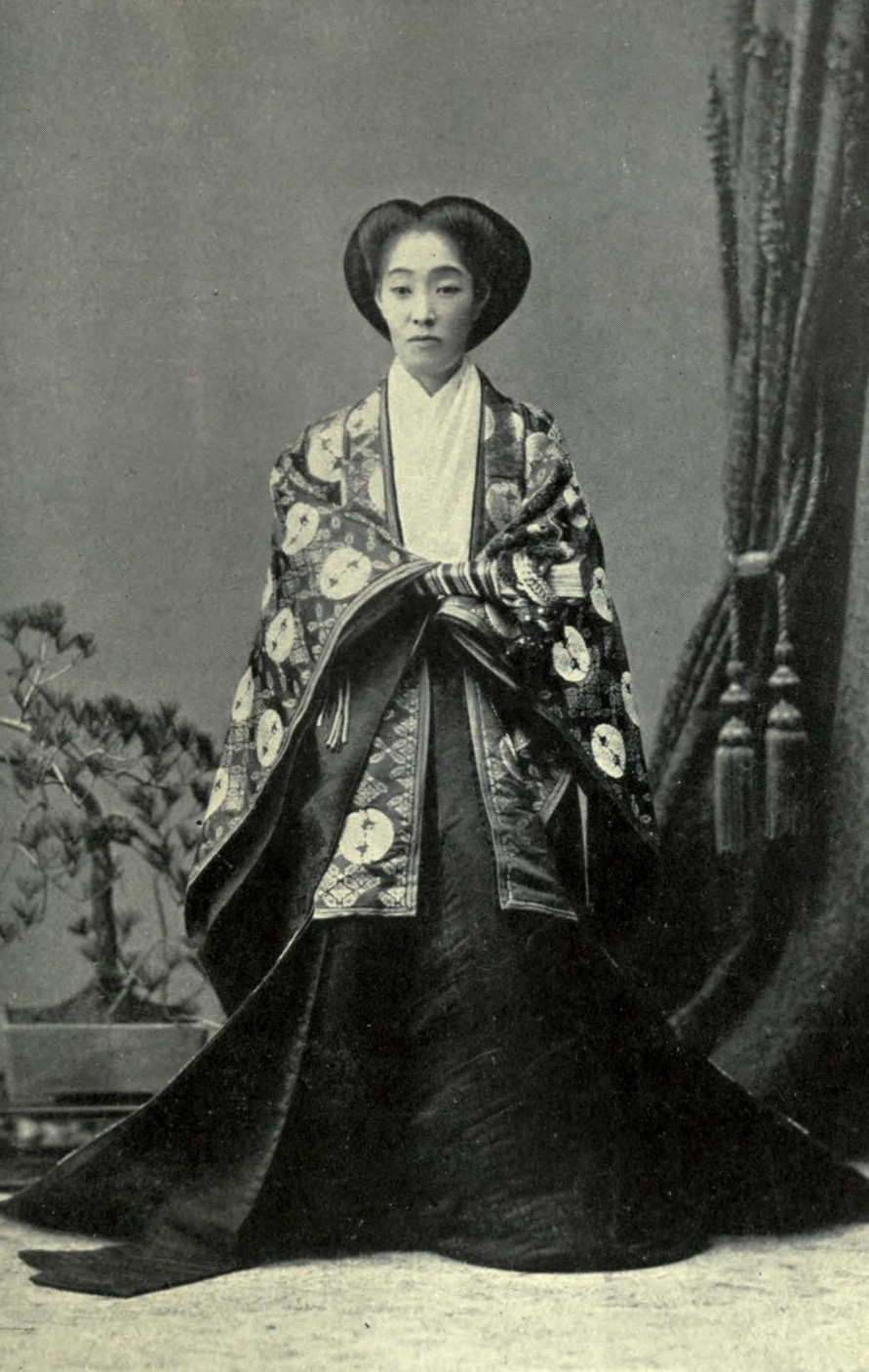
여관장 텐지 타카쿠라 토시코 (1840년 - 1930년). 여관 이름은 신쥬(新樹)). 쇼켄 황태후 입내부터 붕어까지 측근으로 평생 섬겼다.

메이지 천황, 쇼켄 황태후를 모신 쿠제 미치코가 출사 때 (1909년)에는 아래와 같은 여관들이 있었다. 화족 출신이 13명, 사족 출신 고등관 대우가 10명으로 각각 천황이 지은 여관 이름(겐지나)이 있었고, 더불어 별명을 가진 사람도 있었다. 뇨쥬로 불리는 판임여관 (사족 출신)은 30여 명 있었다.
- 여관장 텐지 (겐지나: 신쥬(新樹)) - 타카쿠라 토시코 (1840～1930)

텐지 (사와라비(早蕨)) - 야나기와라 나루코 (다이쇼 천황의 생모. 1855～1943)
곤텐지 (키쿄 → 하나마츠(桔梗→花松)) - 치구사 코토코 (천황과의 사이에서 2명을 낳음. 1855～1944)
곤텐지 (히자쿠라(緋桜))- 오구라 후미코 (1861～1929)
곤텐지 (코기쿠(小菊))- 소노 사치코 (천황과의 사이에서 8명을 낳음. 1867～1947)
곤텐지 (후지바카마(藤袴)) - 아네노코지 요코 (아네노코지 킨마에의 딸. 1856～1926)
곤텐지신토쿠 (시라하기(白萩) - 이마소노 후미코 (메이지 천황의 마음에 들지 않아, 1912년에 자기 사정으로 관직에서 내려옴. 1889～1936)
- 나이시노죠 (야나기(柳) - 코이케 미치코 (미토번사의 딸로, 도쿠가와 사다코의 교육담당. 아리스가와노미야가 출사. 1845～1929)
- 곤나이시노죠 (모미지(紅葉)) - 야부 카네코

　  곤나이시노죠 (와카나(若菜)) - 츠모리 요시코
　  곤나이시노죠 (나데시코(撫子)) - 요시다 카타코 (1863～1936)
　  곤나이시노죠(히루가오(昼顔)) - 아와타구치 아야코 (아와타구치 사다타카의 3녀. 1880～1955)
　  곤나이시노죠신토쿠→곤나이시노죠 (사잔카(山茶花)) - 히노니시 카오루코 (1879～)
　  곤나이시노죠 오야토이→곤나이시노죠신토쿠 (사쿠라기(桜木)) - 쿠세 미치코 (후의 야마카와 미사오의 양자 야마카와 시즈카와 결혼. 1892～1965)
　  고요가카리곤나이시노죠 - 야마카와 미사오 (프랑스어 통역. 아이즈번사・야마카와 시게카타의 차녀. 야마카와 켄지로, 오오야마 스테마츠의 누나)
　  고요가카리곤나이시노죠 - 키타시마 이토코 (영어 통역. 나베시마 나오히로의 시녀)
　  고요가카리곤나이시노죠 대우 (쿠레타케(呉竹))- 카가와 시호코 (영어 통역. 카가와 케이조의 장녀)
- 묘부 - (칸(菅)) - 니시노 니시코
- 곤묘부 - (코즈에(梢))이쿠겐지 이사오 (히요시타이샤 사가 출신), (츠타(蔦)) 히라타 산에, (마츠(松)) 키노시타 사다에, (우스(薄)) 다이토 토요코, (타케(竹)) 후지시마 타케코
- 곤묘부 출사 - (마키(槇)) 키노시타 마키코, (하기(萩)) 이쵸 시즈코

메이시 시대의 여관으로는 그 밖에도 하무로 미츠코 (텐지), 하시모토 나츠코 (텐지), 요츠츠지 키요코 (텐지)와 시모다 우타코 (사족 출신의 첫 여관), 사이쇼 아츠코, 나베시마 나가코 (결혼 전), 마츠다이라 노부코 (통역), 미부 히로코 (나이시노죠), 나카가와 에이코 (나이시노죠 대우), 롯카쿠 쇼코 (곤나이시노죠), 호리카와 타케코 (묘부), 요시다 아이 (곤묘부) 등이 있었다. 황후궁직도 참고.

### 현재일본 황실의 여관
현재, 궁내청 직원에 "여관"에 상당하는 직장은 다음과 같다. 모두 특별직 공무원이다.
- 여관장 (女官長)
- 여관 (女官)
- 상황 여관장 (上皇女官長)
- 상황 여관 (上皇女官)
- 황사직궁 무관 (皇嗣職宮務官, 남녀 모두 같은 이름으로, 성별에 따라 업무 범위을 나누지 않음)
- 시녀장 (侍女長)
- 시녀장보 (侍女長補)

또, 위에 쓴 것 이외에 황실비(皇室費)의 내정비(内廷費)를 가지고 천황가에 직접 고용되어 있는 비공무원의 "여관"에 상당하는 직장으로는 다음과 같다.
- 뇨쥬 (女嬬/にょじゅ) - 천황, 황후의 침실, 거실 청소, 황후의 의복 수선 등을 담당
- 잣시 (雑仕/ざっし) - 화장실, 욕실, 현관 청소, 황후의 옷 세탁 등을 담당

전근대의 여관ㆍ뇨보가 그랬던 것처럼 천황의 "승은"을 입을 수 있는 가능성이 있었기 때문에, 여관은 고쇼에 기거하며 독신인 것이 상식이었으나, 쇼와 천황은 즉위 후 얼마 지나지 않아, 여관 제도의 개혁을 단행하였고, 거주제는 폐지되고, 자택에서 통근하는 것이 원칙으로 바뀌었다. 또, 기혼 여성에게도 문이 열렸다.
전쟁 전의 여관은 궁중의 일은 부모형제에게도 밝히지 않아서, 외부에는 다이리의 정보가 밝혀지는 일은 오랫동안 없었으나, 야마카와 미치코 (쇼켄 황태후를 모신 황후궁직 여관 (곤나이시노죠로 고용)로, 자작 쿠제 미치후미의 장녀)가 만년에 이르러 『여관 메이지 궁중 출사기(女官 明治宮中出仕の記)』를 1960년 (쇼와 35년)에 출판하여, 처음으로 여관을 통해 본 메이지 시대의 궁중의 모습이 이야기 되었다 (2016년, 코단샤 학술문고에서 재간).

## 유럽의 여관
유럽의 궁정에서 여관은 왕비(여왕)나 왕녀, 기타 고귀한 여성을 섬기고, 신변 용무에 응하는 개인적인 보조자를 말한다. 여관은 보통 주인보다 낮은 계급이지만, 그녀 자신도 귀족이지, 하인이 아니다. 여관의 역할은 궁정에 따라 다양하다.

### 르네상스 시기의잉글랜드
튜더 왕조의 잉글랜드에서는 여관은 4개의 각각의 시스템으로 나누어져 있었다. "그레이트 레이디 (great lady)", "레이디 오브 더 프라이비 체임버 (lady of privy chamber, 개인의 방 측 여관)", "메이드 오브 아너 (maid of honour(영문판))", 그리고 "체임버러(chamberer)"이다.
개인의 방 여관은 왕비(여왕)와 가장 친한 사이였지만, 대부분의 여관은 메이드 오브 아너였다. 여관에는 왕비가 가장 믿을 수 있어야만 하는 존재이기 때문에 친척이 임명되는 경우가 많았다.
마거릿 리는 앤 불린의 개인의 방 여관이었고, 또 마찬가지로 엘리자베스 시모어도 왕비 제인 시모어의 개인의 방 여관이었다.
튜더 왕조에서 여관의 역할은 왕족을 상대로 어디서든 왕비를 모시는 것이었다. 튜더 왕조의 왕비는 누가 자신의 여관이 될지에 대해 상당한 발언권을 갖고 있었다.

### 프랑스
부르봉 왕가의 후기에는 여관들은 종종 루이 14세의 왕비 마리 테레즈 도트리슈나 루이 15세의 왕비 마리 레슈친스카의 명목상 거리를 둔 동반자 역할을 담당했다.
루이 16세의 왕비 마리 앙투아네트에게는 몇몇 마음에 든 여관이 있었으며, 특히 폴리냑 백작 부인 등은 큰 영향력을 가짐과 동시에 스스로 거대한 부도 얻었다.

### 현대 영국
오늘의 영국 왕실에서는 여왕 또는 왕비를 돌보는 사람은 "레이디 오브 더 베드 체임버 (lady of the bedchamber)" 또는 "우먼 오브 더 베드 체임버 (women of the bedchamber)"라고 하고, 상석 여관은 "미스트리스 오브 더 로브스 (mistress of the robes)"라고 한다.
우먼 오브 더 베드 체임버는 상시 옆에 같이 있지만, 미스트리스 오브 더 로브스와 레이디 오브 더 베드 체임버는 통상 관혼상제 장소 등에만 참석을 요구한다.
여왕(왕비) 이외의 왕실 여성 멤버를 시중드는 여관은 레이디 인 웨이팅 (lady in waiting)이라고 한다.

## 같이 보기
- 메이드 오브 아너 타르트 - 영어로 "여관들"을 뜻하는 타르트. 잉글랜드 궁정에서 유래했다는 전승이 있다.